# Humerilabus
Humerilabus es un género de gorgojos de la familia Attelabidae. En 2003 Legalov describió el género. Esta es la lista de especies que lo componen:
- Humerilabus alleni Legalov, 2008
- Humerilabus borneoensis Legalov, 2008
- Humerilabus chinensis Legalov, 2003
- Humerilabus fausti (Voss 1925)
- Humerilabus intermedius (Voss, 1935)
- Humerilabus lacertosus (Marshall 1923)
- Humerilabus longulus Legalov & Liu, 2005
- Humerilabus nepalensis Legalov, 2003
- Humerilabus prianganicus Legalov, 2007
- Humerilabus shillongensis Legalov, 2007
- Humerilabus vossi Legalov, 2003